# モモコ120%
『モモコ120%』は、ジャレコが開発し1986年に稼働開始したアーケードゲーム。
本稿では、派生作品である『うる星やつら ラムのウエディングベル』『モモコ1200%』『モモコの火星ボウリング〜ラ・マーズカップ〜』『シティコネクション クラリスのウエディングベル』についても合わせて記述する。

## システム
主人公のモモコはステージとなる建物の屋上まで移動し、屋上で待ち受ける飛行船につかまるとステージクリアとなる。建物の下からは徐々に火の手が上方向に迫るようになっており、火の手に触れるとミス扱いとなる。
階を移動するにはエスカレータを使用するのが基本で、エスカレータの出入り口の台に乗った状態で上下方向にレバーを入れることで階を移動することができる。例外的に、ワープドアやトランポリンを用いる場合もある。ワープドアの行き先は別の階の場合もあれば、同じ階の場合もある。また、別空間（ハードル走のような場面）にワープし、別空間のクリア後に元の建物に戻されることもある。
建物の途中には敵（UFOやモンスターのようなものが多い）が登場するが、ショットガンを使って倒すことができる。敵に接触するとミスとなる。
階の途中は、床が抜けている部分があり、落ちると火の手に巻き込まれることになる。ジャンプして飛び越える、左右に移動する床に飛び移る、ジャンプで天井のパイプなどにぶら下がって向こう岸に渡るなどの操作が必要となるが、ジャンプ中やパイプにぶら下がっている間はショットガンを撃つことはできないため、ミスの危険性は高まる。
ステージが進むにつれてモモコは成長する。幼稚園（4歳）から始まり、最後には20歳のウエディングドレス姿のステージとなる。ステージと成長過程は以下の通りである。ループゲームであり、全6ステージ終了後は、ステージ1から始まる。
- ステージ1 - さくら幼稚園 （4歳）
- ステージ2 - さくら小学校 （6歳）
- ステージ3 - さくら中学校 （12歳）
- ステージ4 - さくら高校 （15歳）
- ステージ5 - アイドルデビュー （18歳） テレビ局風のステージ
- ステージ6 - ウェディング （20歳）
ウェディングステージは、30秒の制限時間内に指輪や結婚アイテムを取り、チャペルに入ればクリア（結婚）という、ボーナスステージとなっている。

ショットのパワーアップは10段階あり、最強の10段階目に達するにはワープドアに入って「ミステリーゾーン」でのボーナスゲームを行う必要がある。ただし、ワープドアは行き先が同じ階や異なる階になることもあって法則性はないため、安定した攻略法として利用するのは困難である。
なお、通常状態（火の手が迫ってきていない状態）でのBGMにはBGMにテレビアニメ『うる星やつら』のオープニング主題歌「ラムのラブソング」が使われている。

## ストーリー
火の国のモンスターが幼いモモコを見初め、結婚を迫って追いかけてきた。
プレイヤーはモモコを操作し、火事になった建物からの脱出を図る。
火の手は1階から上層階へと向かうため、モモコは敵を倒しながらエスカレーターやトランポリンを使って上の階へと逃げて行き、屋上の飛行船に乗り込むとステージクリアとなる。

## 派生作品

### うる星やつら ラムのウエディングベル
『うる星やつら ラムのウエディングベル』（うるせいやつら ラムのウエディングベル）は、1986年10月23日にジャレコより発売されたファミリーコンピュータ用ソフト。
アーケードゲームの『モモコ120%』ではBGMにテレビアニメ『うる星やつら』の主題歌「ラムのラブソング」が使用されており、『モモコ120%』のファミリーコンピュータ移植にあたって、『モモコ120%』のキャラクターをアニメ『うる星やつら』のキャラクターに差し替えた作品。主人公がモモコからラムへと変更された他、出現する敵キャラクターも漫画作品のキャラクターに差し替えられている。また、援護してくれるサポートキャラクターが登場したり、3つのアイテムを取ると一定時間、無敵になったりと、全体的な難易度は『モモコ120%』より下げられている。

### モモコ1200%
『モモコ1200%』（モモコせんにひゃくパーセント）は、ゲームサイト「ジャレコギャレッソ」でiアプリ版が2006年2月28日に配信された。前後編に分かれていて、前編で主人公を育成し後編を攻略するスタイルになっているのが特徴。2014年12月24日にはPlayStation Mobile版の「アプリアーカイブス ジャレコ モモコ1200%」がハムスターより発売。また、2021年10月21日にはジー・モードが展開する「G-MODEアーカイブス+」版がNintendo Switch向けに発売された。
『モモコ120%』の事実上の続編だがアーケード版との繋がりはなく、キャラクターデザインや設定も大きく異なっている。アーケード版はステージ進行によって固定的に成長していくのに対し、本作ではクリアの仕方によって成長の仕方（進学先の学校や職業）が変化する。その他、キャラクターが職業や年齢に応じた必殺技を使えるようになり、カットイン演出が入るようになっている。また、自動照準システムなど、携帯電話向けのシステムも搭載されている。
敵本拠地である宇宙要塞に乗り込んで最終ボス"グレイテスト・ファイヤーダンス"との戦いに勝つのが目的。

### モモコの火星ボウリング〜ラ・マーズカップ〜
『モモコの火星ボウリング〜ラ・マーズカップ〜』（モモコのかせいボウリング ラ・マーズカップ）は、iアプリ版が2006年8月14日に、S!アプリ版が2007年1月に発売された。また、ジー・モードが展開する「G-MODEアーカイブス+」版がNintendo Switch用ソフトとして2023年9月7日に発売された。
『モモコ1200%』のスピンオフ作品で、モモコとモモコの同級生タカちゃんが宿敵の火星王子と「火星ボウリング」で対決するという内容。ピンの配置はレーンによりさまざまで、必殺技ゲージが1200%まで溜まるとキャラクター固有の必殺技が発動する。高得点で勝利すると「おまけCG」を閲覧できる。
ゲームモードは、初心者向けの「れんしゅう」、CPUと対戦する「通常ぷれい」、対人で交代しながら対戦できる「対戦ぷれい」、失敗したら即終了という条件下で連続ストライクの記録に挑戦する「らんきんぐもーど」がある。

### シティコネクション クラリスのウエディングベル
『シティコネクション クラリスのウエディングベル』は、FC/FC互換機向けに2025年発売予定のゲームソフト。
「主人公を『シティコネクション』のクラリスに変更し、当時の家庭用ゲーム機向けタイトルとしてリリースされていたら」というコンセプトのリメイクゲーム。

## 関連作品
ゲーム天国
モモコが主人公の一人として登場するシューティングゲーム。